# 宮崎成人
宮崎成人（みやざき  まさと、1962年 - ）は日本の財務官僚。

## 来歴
東京都出身。東京学芸大学附属高等学校、東京大学法学部第2類（公法コース）卒業。1984年 大蔵省入省（主計局総務課）。1986年 主計局付（オックスフォード大学留学）。1988年に国際関係論修士号を修得。同年7月 国際金融局国際機構課企画係長。1990年7月 大阪国税局洲本税務署長。欧州復興開発銀行（EBRD）日本理事室理事補、国際局国際機構課長補佐、国際局総務課長補佐（総括）などを経て、2004年7月2日 財務省主計局主計企画官（財政分析担当）兼内閣府企画官。2005年7月 主計局主計官（外務、経済協力、経済産業担当）。2006年7月28日 国際局国際機構課長。2008年7月10日 大臣官房付。同年8月6日 派遣職員（国際通貨基金（IMF）審議役）。2016年7月19日 大臣官房参事官（副財務官、大臣官房、国際局担当）。この間に東京大学大学院総合文化研究科客員教授も務める。2017年7月13日 大臣官房付。同年8月1日 派遣職員（国際復興開発銀行（IBRD）駐日特別代表）。2021年8月1日 退官。

## 著作
- 『教養としての金融危機』（講談社、2022年1月）